# Polygonia asakurai
Polygonia asakurai är en fjärilsart som beskrevs av Nakahara 1920. Polygonia asakurai ingår i släktet Polygonia och familjen praktfjärilar. Inga underarter finns listade i Catalogue of Life.